# Mario Sports Mix
Mario Sports Mix (マリオスポーツミックス?) es un videojuego de deportes desarrollado por Nintendo y Square Enix para la videoconsola Wii. Llegó al mercado el 25 de noviembre de 2010 en Japón, el 27 y el 28 de enero de 2011 en Australia y Europa respectivamente, y el 4 y el 7 de febrero de 2011 en Reino Unido y Estados Unidos respectivamente.
Los deportes que se incluyen en Mario Sports Mix son baloncesto, voleibol, hockey y balón prisionero. 
El juego fue anunciado por Reggie Fils-Aime en la convención E3 de 2010.
El juego dispone de modo multijugador, pudiendo jugar de manera local hasta cuatro personas y mediante en línea utilizando la Conexión Wi-Fi de Nintendo.
Este juego es el tercer trabajo en conjunto de Nintendo y Square Enix tras Super Mario RPG: Legend of the Seven Stars en 1996 y Mario Hoops 3-on-3 en 2006.

## Sistema de juego
Al igual que en anteriores juegos deportivos de Mario, el juego se caracteriza por tener un estilo de juego arcade, la utilización de diferentes objetos y el uso de poderosos movimientos especiales. En el modo multijugador es posible jugar tanto en modo cooperativo como en modo competitivo, pudiendo jugar en equipos de dos o tres jugadores. También es posible jugar en línea mediante la conexión Wi-Fi de Nintendo, con dos jugadores por consola y uniéndose a partidos de 2-vs-2, enfrentándose a amigos o a jugadores aleatorios.
El juego se caracteriza por la diversidad de personajes y localizaciones de juegos de Mario, con la aparición de algunos personajes de juegos de Final Fantasy y Dragon Quest. Los jugadores también pueden optar por jugar con uno de sus personajes Mii.

## Personajes
Es posible manejar personajes de las series de Super Mario, Final Fantasy y Dragon Quest, pudiendo también manejar a los Miis.

### Personajes de Super Mario.
- Mario
- Luigi
- Yoshi
- Peach
- Daisy
- Bowser
- Bowsy
- Toad
- Donkey Kong
- Diddy Kong
- Wario
- Waluigi

### Personajes de Final Fantasy
- Ninja
- Moguri
- Cacticilio
- Maga Blanca
- Mago Negro

### Personajes de Dragon Quest
- Limo

### Personajes de Wii
- Mii